# آرون سيل
آرون سيل (بالفرنسية: Aaron Cel)‏ مواليد 4 مارس 1987 في أورليان، هو لاعب كرة سلة فرنسي. بدأ مسيرته الاحترافية في سنة 2005. يلعب مع بي سي إم جرافيلين في الدوري الفرنسي لكرة السلة الدرجة الأولى. يحمل الرقم 10.

## المسيرة الاحترافية
لعب مع لو مان سارت باسكت في الدوري الفرنسي من سنة 2005 إلى 2007، ثم لعب مع تورو زغورجيلتس من سنة 2011 إلى 2013، ثم لعب مع نادي جلونا غورا لكرة السلة من سنة 2013 إلى 2015، ثم لعب مع نادي موناكو لكرة السلة في موسم 2015–2016، ثم لعب مع بي سي إم جرافيلين في الدوري الفرنسي في سنة 2016.

## روابط خارجية
- آرون سيل على موقع الاتحاد الدولي لكرة السلة (الإنجليزية)
- آرون سيل على موقع الدوري الأوروبي لكرة السلة (الإنجليزية)
- آرون سيل على موقع كرة السلة الأوروبية.كوم (الإنجليزية)
- آرون سيل على موقع ريلجم (الإنجليزية)
- آرون سيل على موقع بروبوليرز (الإنجليزية)
- آرون سيل على موقع سبورتس رفرنس (الإنجليزية)